# Mikalanga
Mikalanga (auch Mikaranga) ist ein Verwaltungsbezirk (Ward) des Distrikts Mbinga in der tansanischen Region Ruvuma.

## Geografie
Mikalanga liegt im Südwesten von Tansania etwa 30 Kilometer Luftlinie südwestlich der Distrikthauptstadt Mbinga und 10 Kilometer vom Malawisee entfernt. Der Bezirk grenzt im Norden an Kambarage, im Osten an Mpapa, im Südwesten an Mbamba Bay und im Westen an Lipingo. Die beiden letzten gehören zum Distrikt Nyasa. Bei der Volkszählung 2022 lebten 11.331 Menschen in 2549 Haushalten auf einer Fläche von 73 Quadratkilometern.

## Gliederung
Der Bezirk besteht aus vier Gemeinden (Mtaa) mit 30 Orten (Kitongoji):
| Mikalanga - Butiama - Tonya - Mbula - Mahenge - Mibula - Njala A - Njala B - Mbuta A - Mbuta B - Masista | Kikuli - Kikuli Asili - Mitawa - Mahilo - Kihuka | Ilela - Njombe - Mhekela Kati - Mhekela Juu - Mhekela Chini - Ugogo - Ilela Asili - Mzuzu - Lituru - Punga - Ngongoma - Utiri - Ilela Mjini | Makonga - Makonga - Kihoko - Mtwara - Kilosa |

## Infrastruktur
- Bildung: Im Bezirk liegen drei weiterführende Schulen.[8] Die Mikalanga Secondary School und die Hilela Secondary School sind staatliche Tagesschulen mit einer Ausbildung bis zur 4. Stufe.[9][10] Die Kikodi Secondary School ist eine Privatschule mit Internat und einer Ausbildung bis zur 6. Stufe.[11]
- Gesundheit: In der Gemeinde Mikalanga gibt es eine private Apotheke[12] und in Ilela eine staatliche.[13]